# Alunică
Alunică este un vechi soi românesc de struguri.